# Hrabstwo Williams (Dakota Północna)

Piramida wieku hrabstwa

Hrabstwo Williams (ang. Williams County) – hrabstwo w stanie Dakota Północna w Stanach Zjednoczonych. Hrabstwo zajmuje powierzchnię lądową 5 362,47 km². Według szacunków US Census Bureau w roku 2006 liczyło 19 456 mieszkańców. Siedzibą hrabstwa jest miasto Williston.

## Miejscowości
- Alamo
- Grenora
- Epping
- Tioga
- Ray
- Springbrook
- Williston
- Wildrose